# 计算机娱乐供应商协会
一般社团法人计算机娱乐供应商协会（日語： / 英語：）是日本从事计算机娱乐行业相关公司和个人所组成的产业协会。日本电子游戏行业的主要公司均为该协会成员，该协会成立的目的是为了振兴日本计算机娱乐产业。
由于计算机娱乐供应商协会成立时恰逢任天堂的垄断被打破，故其未加入协会而是以特别赞助会员身份出现。 原则上，任天堂是不会参加由计算机娱乐供应商协会所主办的东京电玩展。

## 协会沿革
- 1995年，协会成立，当时协会名为“计算机娱乐软件协会（コンピュータエンターテインメントソフトウェア協会）”。
- 1996年，协会被认定为“通商产业大臣认可社团法人”；举办首届东京电玩展；宣布筹备CESA大奖（后称“日本游戏大奖”）。
- 1997年，发布首版《CESA游戏白皮书》；举办首届CESA大奖。
- 1999年，举办首届电脑娱乐开发者大会（日语：CEDEC）；举办首届CESA学生游戏大奖。
- 2002年，协会更名为“经济产业大臣认可社团法人计算机娱乐供应商协会”。
- 2003年，设立电脑娱乐分级机构。
- 2010年，协会性质变更为一般社团法人（日语：一般社団法人）。
- 2015年，兼并一般社团法人社交游戏协会（一般社団法人ソーシャルゲーム協会）。
- 2016年，协会成立20周年庆典。

## 主要职员
| 协会职务                                   | 姓名       | 所属公司 / 机构 / 组织           |
| ------------------------------------------ | ---------- | -------------------------------- |
| 会长                                       | 辻󠄀本春弘   | 卡普空株式会社                   |
| 常务理事                                   | 増田努     | 一般社团法人计算机娱乐供应商协会 |
| 理事                                       | 宇田川南欧 | 万代南梦宫娱乐株式会社           |
| 理事                                       | 冈村信悟   | DeNA株式会社                     |
| 理事                                       | 桐生隆司   | 史克威尔艾尼克斯株式会社         |
| 理事                                       | 鲤沼久史   | 光荣特库摩株式会社               |
| 理事                                       | 杉野行雄   | 世嘉株式会社                     |
| 理事                                       | 田中良和   | 聚逸株式会社                     |
| 理事                                       | 早川英树   | 科乐美数字娱乐株式会社           |
| 监事                                       | 榊原雅巳   | 税理士榊原雅巳事务所             |
| 注：数据源自计算机娱乐供应商协会职员列表。 |            |                                  |

## 主营事业
- 《CESA游戏白皮书》
- 东京电玩展
- 日本游戏大奖
- 电脑娱乐开发者大会（日语：CEDEC）
- CESA学生游戏大奖

## 关联团体
- 电脑娱乐分级机构
- 日本软件协会（日语：ソフトウェア協会）
- 电脑软件著作权协会（日语：コンピュータソフトウェア著作権協会）
- 日本娱乐产业协会（日语：日本アミューズメント産業協会）
- 日本电脑游戏协会（日语：日本コンピュータゲーム協会）

## 关联项目
- 消费者软件集团（日语：消费者软件集团）——在计算机娱乐供应商协会成立之前由一批家用游戏机软件制作商所组成协会
- 娱乐软件协会——美国的电子游戏产业协会
- 欧洲互动软件联盟（英语：Interactive Software Federation of Europe）——欧洲的电子游戏产业协会
- 影像内容伦理联络会议（日语：映像コンテンツ倫理連絡会議）——计算机娱乐供应商协会与同行业的电脑娱乐分级机构、日本娱乐机器与营销协会（日语：日本アミューズメントマシン協会）、计算机软件伦理机构共同参与的组织。2006年4月，在经济产业省的牵头下，映伦、视伦（日语：日本ビデオ倫理協会）、软伦、CERO、JAMMA（日语：日本アミューズメントマシン協会）共同商议统一审查标准及标识。
- 日本网络游戏协会（日语：日本オンラインゲーム協会）——日本网络游戏产业协会，自称独立于计算机娱乐供应商协会。

### 脚注
1. ↑  需要注意的是，与任天堂有着密切历史关系且属于其旗下持分法适用关联公司的宝可梦公司则为协会正式会员。
2. ↑  实际上，时任任天堂总裁的岩田聪曾在2003年和2005年的东京电玩展上发表主题演讲。同时在2008年，为了展示其旗下支持于前一年所发售的任天堂Switch相关软件而在展会面向业界人士的现场进行过展示。[1][2][3]

### 出典
1. ↑  . 电击Online. KADOKAWA Game Linkage Inc. 2003-09-26  [2023-05-26]. （原始内容存档于2023-05-21）.
2. ↑  中村光. . 朝日新闻. 2018-09-20  [2023-05-26]. （原始内容存档于2023-05-26）.
3. ↑  . 日本经济新闻. 2018-09-21  [2023-05-26]. （原始内容存档于2023-05-26）.